# Stanisław Kuźmiński (inżynier)
Stanisław Kuźmiński (ur. 1936) – polski fizyk. Absolwent Wyższej Szkoły Pedagogicznej w Opolu. Od 2001 r. profesor na Wydziale Podstawowych Problemów Techniki Politechniki Wrocławskiej.